# Mrgavet
Mrgavet (en arménien Մրգավետ ; jusqu'en 1945 Gharadaghlu, puis jusqu'en 1967 Tsaghkashen) est une communauté rurale du marz d'Ararat en Arménie. En 2008, elle compte 2 320 habitants.